# Kingdom of Loathing
Kingdom of Loathing (KoL) è un MMORPG satirico e umoristico creato dalla Asymmetric Publications (Zach "Jick" Johnson e Josh "Mr. Skullhead" Nite). Caratteristiche peculiari di questo gioco sono la modalità di gioco surreale e le figure dei personaggi stilizzate.